# Rue de Castiglione
La rue de Castiglione est une voie du quartier de la Place-Vendôme du 1er arrondissement de Paris, en France.

## Origine du nom
Cette rue honore la victoire remportée par le général Bonaparte sur les Autrichiens le 5 août 1796 à Castiglione delle Stiviere.

## Historique
La rue est l’ancien « passage des Feuillants », qui séparait le couvent des Feuillants (à l’est) et le couvent des Capucins (à l’ouest).
« Paris, le  17 vendémiaire an X (9 octobre 1801) de la République. — Les Consuls de la République arrêtent : 
- Article 1er. Il sera percé une rue dans l'alignement de celle de la place Vendôme, sur les terrains des Feuillants et ceux du Manège jusqu'à la terrasse des Tuileries.
- Article 2. Les maisons et terrains environnants, mis à la disposition du gouvernement par la loi du 3 nivôse an VIII, seront vendus sur adjudication par la régie du domaine, avec charge aux acquéreurs de bâtir sur les plans et façades donnés par l'architecte du gouvernement, etc. — Le premier Consul, signé Bonaparte. »

La rue prit son nom actuel dès son ouverture.
Le 27 juin 1918, durant la Première Guerre mondiale, l'angle de la place Vendôme et de la rue de Castiglione, sont touchés lors d'un raid effectué par des avions allemands.

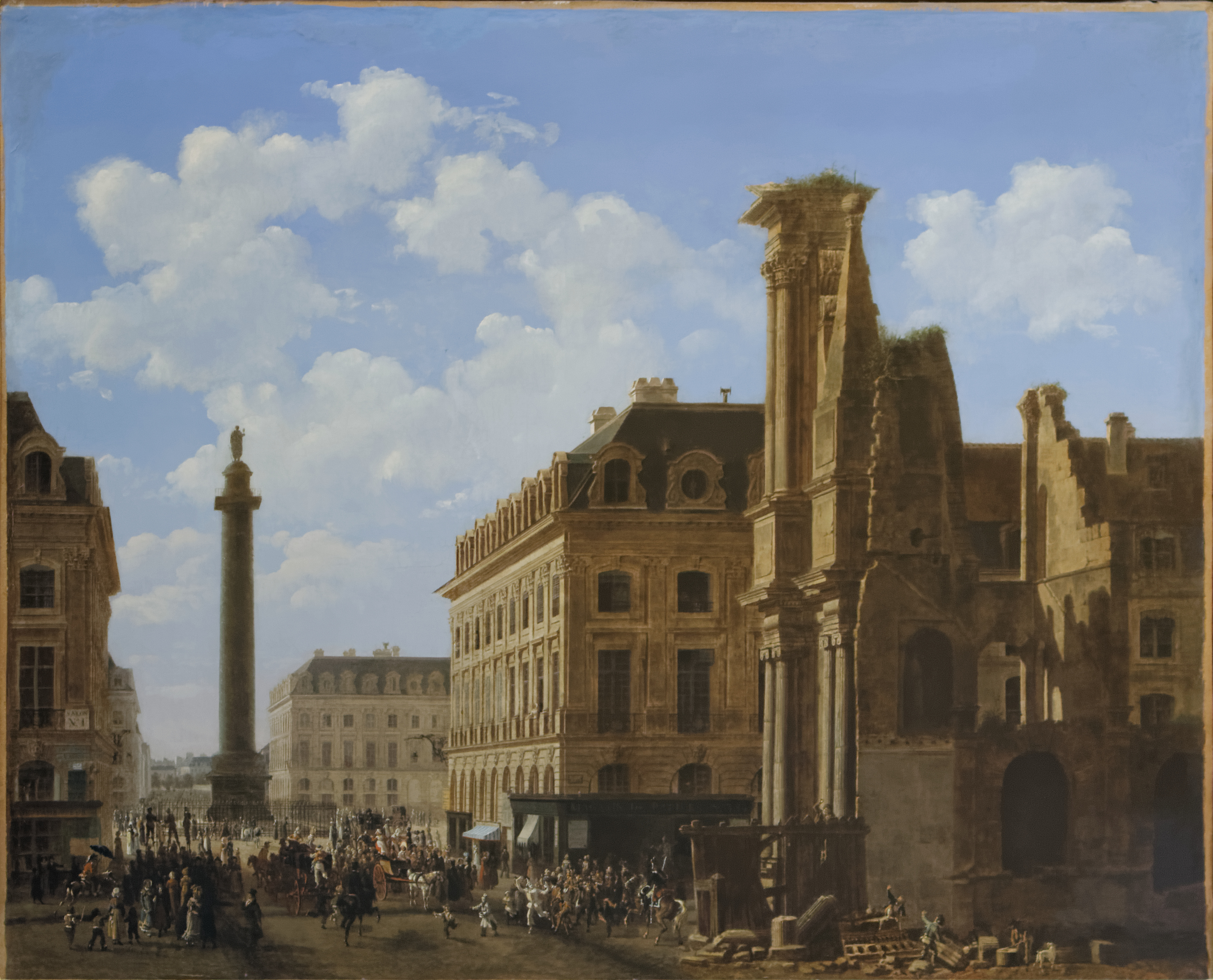
La place Vendôme et la rue de Castiglione avec les ruines de l'église des Feuillants - Étienne Bouhot, vers 1808.
La rue de Castiglione en 1900. Photographie prise au niveau de l'hôtel Continental (devenu l’hôtel Westin Paris Vendôme) en direction de la place Vendôme.
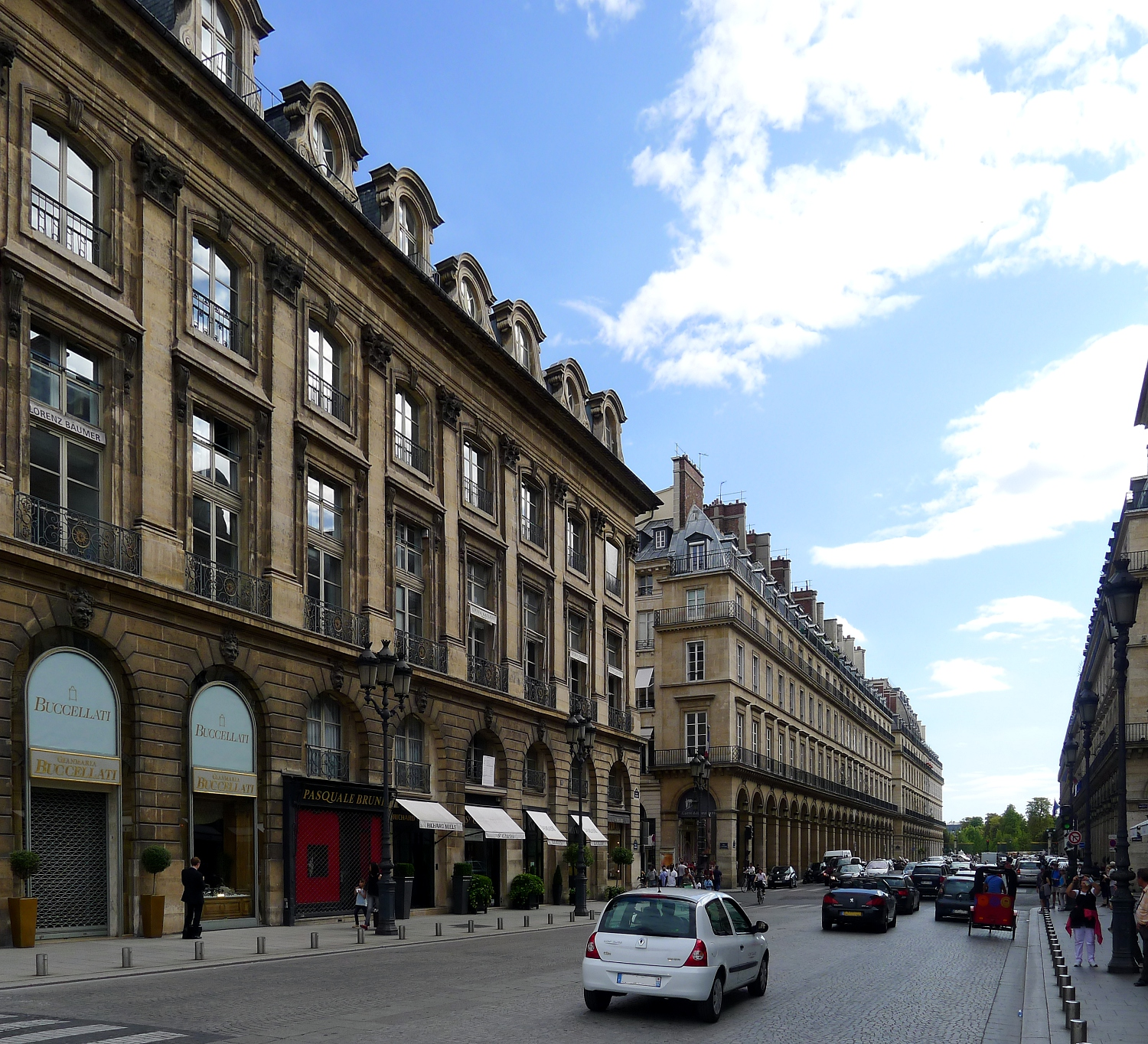
Rue de Castiglione vue en direction du jardin des Tuileries.
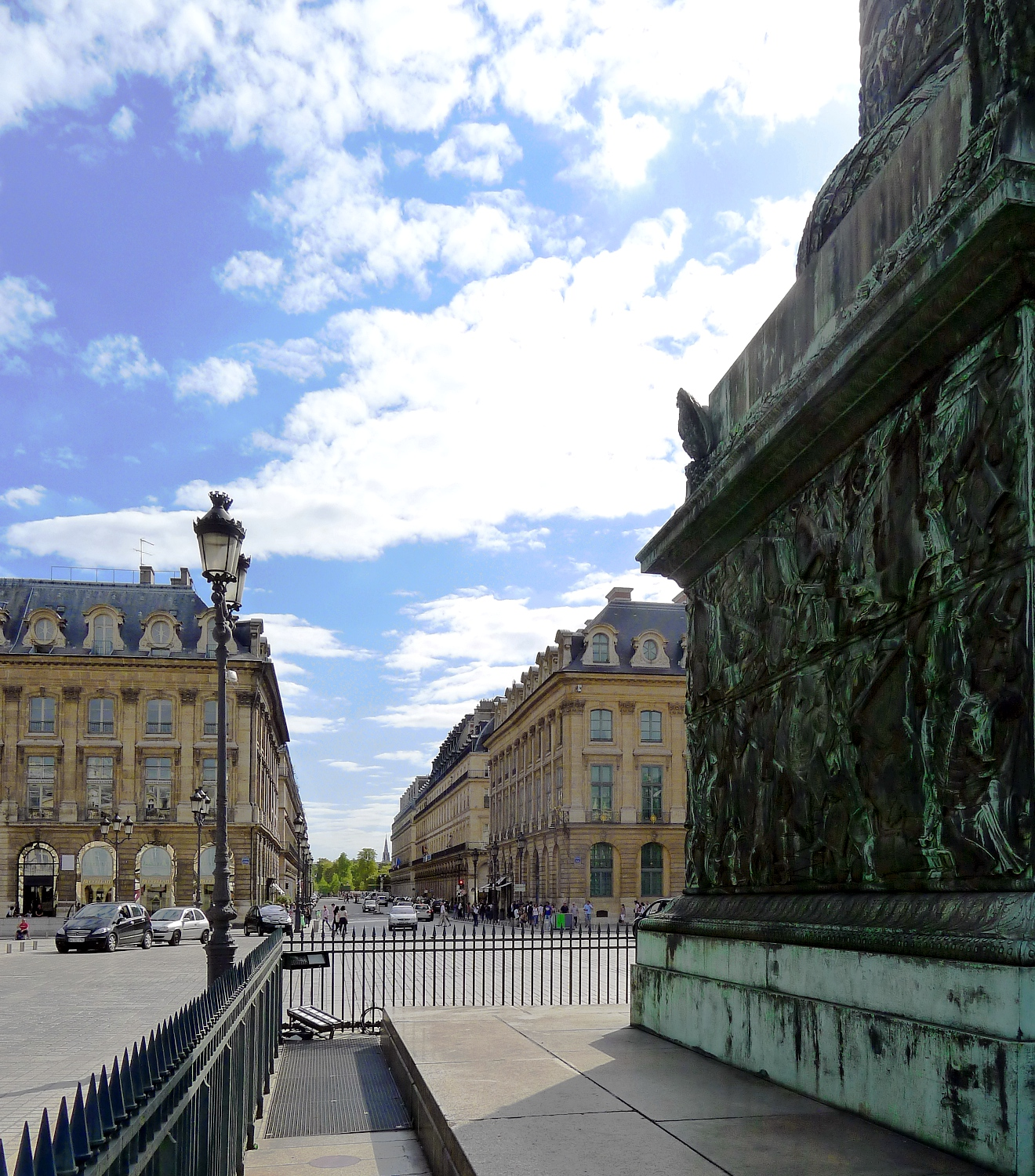
Photographie prise depuis le pied de la colonne Vendôme.

## Bâtiments remarquables et lieux de mémoire
- No 1 : boutique Jenny Sacerdote, de 1909 à 1914.
- No 3 : l’hôtel Westin Paris Vendôme.
- No 4 : sur l'une des colonnes des arcades, à hauteur de cette adresse, est installée une plaque commémorative en hommage au garde républicain Joseph Tibozzi, mort pour la France le 26 août 1944 pendant la Libération de Paris[3].
- No 7 : l’hôtel Le Lotti, qui se situe à l’emplacement de l’ancien couvent des Capucins Saint-Honoré[1].
Une plaque y rendait hommage au chorégraphe Serge Lifar.
- No 10 : la comtesse de Castiglione
- No 14 : le célèbre restaurant Le Carré des Feuillants, dirigé par le chef Alain Dutournier de la chaîne Relais & Châteaux, restaurant étoilé par le Guide Michelin. À cette adresse se trouvait également la Maison Agry, société de gravure héraldique, désormais 62 rue François-Ier.
  - Emplacement de l’entrée de l’ancienne église du couvent des Feuillants[4].

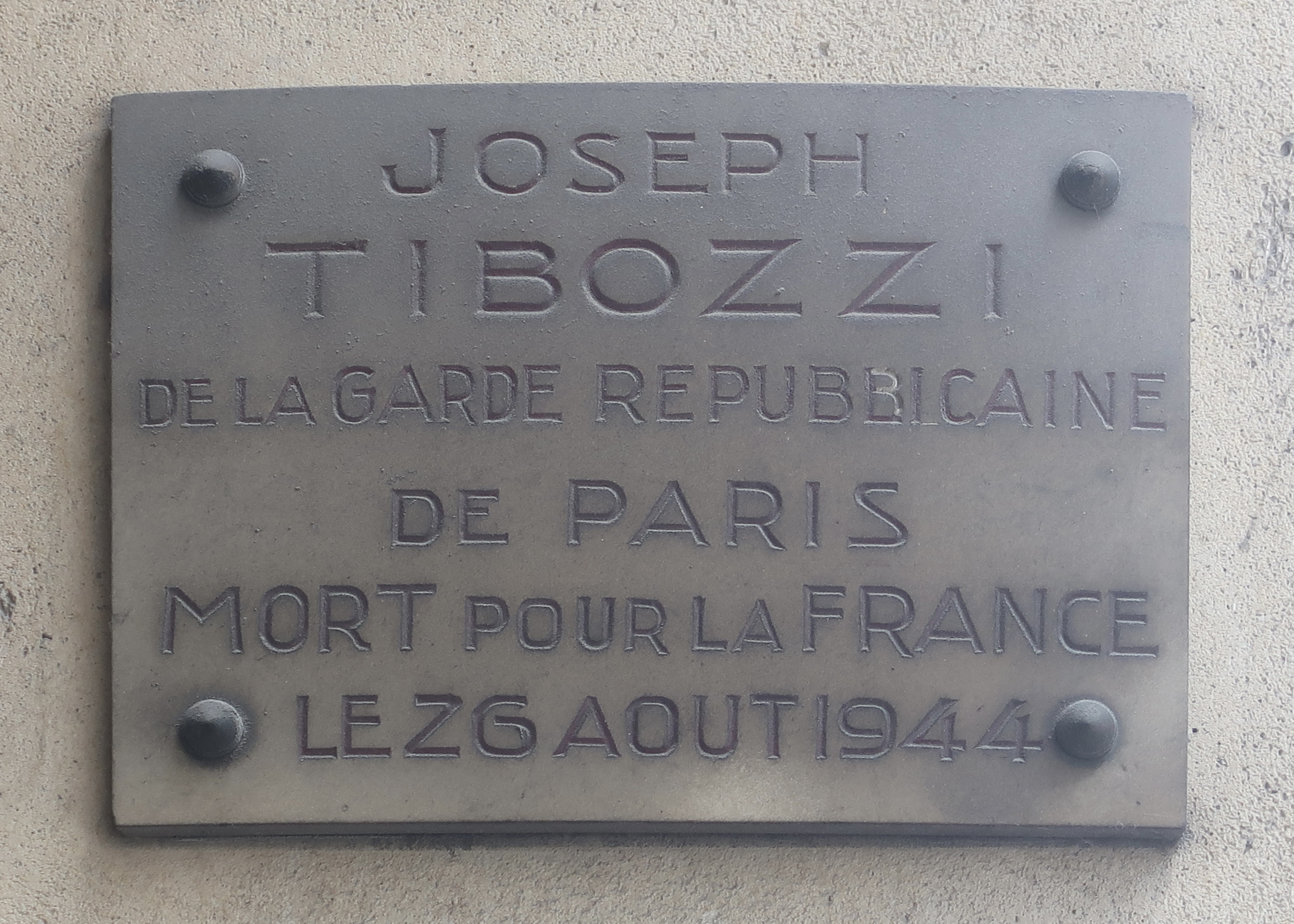
Plaque au no 4.
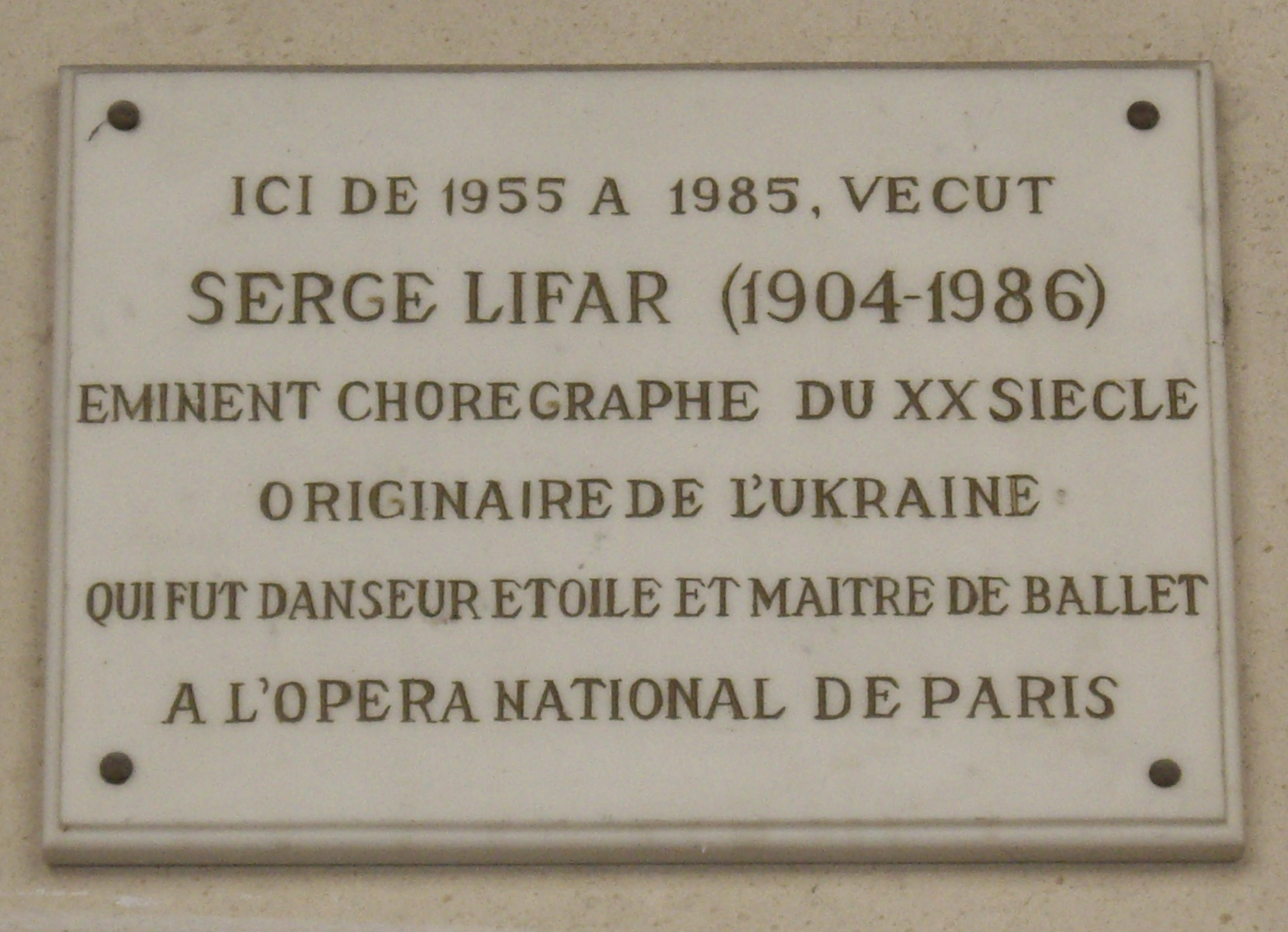
Plaque au no 7.

### Au cinéma
- Fantômas d'André Hunebelle (1964).[précision nécessaire]

## Pour approfondir